# Sander Berge
Sander Gard Bolin Berge, född 14 februari 1998, är en norsk fotbollsspelare som spelar för Fulham. Han representerar även Norges landslag.

## Klubbkarriär
Berge började spela fotboll i Asker när han var sex år gammal 2004. Berge flyttades upp i A-laget som 15-åring.
I februari 2015 gick Berge till Vålerenga. Berge debuterade i Tippeligaen den 11 juli 2015 i en 2–0-vinst över Sandefjord, där han byttes in i den 91:a minuten mot Ghayas Zahid.
I januari 2017 värvades Berge av Genk, där han skrev på ett 4,5-årskontrakt. Berge debuterade i Jupiler League den 21 januari 2017 i en 1–0-vinst över AS Eupen, där han byttes in i halvlek mot Bryan Heynen.
Den 30 januari 2020 värvades Berge av Sheffield United och blev samtidigt klubbens dyraste värvning genom tiderna.
Den 9 augusti 2023 värvades Berge av Burnley på ett fyraårskontrakt. Den 22 augusti 2024 skrev han på ett femårskontrakt med Fulham.

## Landslagskarriär
Berge debuterade för Norges landslag den 26 mars 2017 i en 2–0-förlust mot Nordirland, där han byttes in i den 75:e minuten mot Stefan Johansen.